# HD 74988
HD 74988，又名BD-01 2130，SAO 136276、HR 3486，是一颗恒星，视星等为5.29，位于銀經228.89，銀緯24.55，其B1900.0坐标为赤經8h 42m 10.8s，赤緯-1° 24.55′ 50″。